# Jean Lécuyer
Jean Lécuyer (Boulogne-sur-Mer, 20 aprile 1876 – ...) è stato un ostacolista francese.
Partecipò alle Olimpiadi 1900 di Parigi nella gara dei 110 metri ostacoli dove ottenne il quarto posto.